# Oldenlandia pressa
Oldenlandia pressa är en måreväxtart som beskrevs av Charles-Joseph Marie Pitard. Oldenlandia pressa ingår i släktet Oldenlandia och familjen måreväxter. Inga underarter finns listade i Catalogue of Life.